# Nagy László (orvos)
Nagy László (Kolozsvár, 1932. május 17. – Sepsiszentgyörgy, 1998. február 22.) erdélyi magyar szakorvos, az orvostudományok doktora.

## Életútja
Középiskoláit Kolozsváron végezte (1951), orvosi diplomát a marosvásárhelyi OGYI-ben szerzett (1959); 1981-től az orvostudományok doktora.
1958–60 között az OGYI belgyógyászati klinikáján segédorvos, 1960–61-ben a kolozsvári Orvosi Egyetem klinikáján alorvos. 1961-től a sepsiszentgyörgyi Megyei Kórházban az altató és intenzív terápiás osztály alorvosa, 1964-től szakorvosa, 1979-től vezető főorvosa.
1990-től szerkesztőbizottsági tagja a Revista Română de Anestezie şi Terapie Intensivă c. szakfolyóiratnak. Első szaktanulmányait a Viaţa Medicală (1967/7) és a Farmacia (1968/3) közölte; A subclavia-katéterezéssel szerzett tapasztalataink c. tanulmányát a Magyar Aneszteziológiai és Intenzív Terápiás Társaság Kongresszusának Nyíregyházán megjelent kiadványában (1982), Akut keringési elégtelenségek septicus shockban c. közleményét ugyane társaság Szegeden tartott Kongresszusának kiadványában (1992) közölték. Jelentek meg szaktanulmányai a Revista de Farmacie, Revista de Chirurgie, Revista Română de Anestezie şi Terapie Intensivă c. hazai szakfolyóiratokban is, számuk meghaladja a 30-at.
Die unzut-lichkeit der Corticoide c. előadását a Bécsben tartott VII. Európai Aneszteziológiai Kongresszus kiadványa (1986), The possibilities of tratament septic shoc c. előadását a IV. Nemzetközi Endotoxin Konferencia kiadványa (Amszterdam, 1993) ismertette.
Kiadatlanul maradtak egyes vizsgálati eredményei életének utolsó 30 évében végzett kutatásai kapcsán, Kovászna megyében előfordult gombamérgezésekről, valamint az akut és krónikus veseelégtelenség kezelési lehetőségeiről.

## Társasági tagság
- A román Aneszteziológiai Szövetség tagja (1990);
- Az EME Orvostudományi Szakosztályának tagja (1991).